# Sáile
Sáile (en anglès Salia o Saula) és un llogaret d'Irlanda, a la Gaeltacht de la península oriental de l'illa d'Achill, al comtat de Mayo, a la província de Connacht. Té una escola pública (fundada en 1910). Les viles més properes són Gob an Choire i An Caiseal.